# Korczak Ziółkowski
Korczak Ziółkowski (ur. 6 września 1908 w Bostonie, zm. 20 października 1982 w Crazy Horse w Dakocie Południowej) – amerykański rzeźbiarz polskiego pochodzenia.

## Życiorys
Oboje jego rodzice byli Polakami. Osierocony w drugim roku życia (oboje rodzice - Anna i Józef zginęli tragicznie) był wychowankiem kilku domów dziecka i rodzin zastępczych. W jednej z nich zdobył umiejętności budowy ciężkich konstrukcji. Jakkolwiek nigdy nie ukończył szkoły artystycznej, od najmłodszych lat przejawiał duży talent rzeźbiarski. Po ukończeniu technikum w Cambridge podjął pracę jako cieśla okrętowy w stoczni, gdzie po godzinach pracy zaczął też rzeźbić w drewnie, co uczyniło zeń cenionego twórcę mebli artystycznych.
Jego pierwszą rzeźbą w marmurze było popiersie sponsorującego go bostońskiego sędziego dla nieletnich Fredericka Pickeringa Cabota.
W 1932 przeprowadził się do West Hartford w stanie Connecticut, gdzie zaczął rzeźbić zawodowo. Sprzedawał swoje prace w Bostonie, Nowym Jorku i na obszarach Nowej Anglii. W 1939 rzeźbiarz Gutzon Borglum zaproponował mu stanowisko asystenta przy tworzeniu monumentalnego dzieła – Głów Prezydentów w ścianie góry Mount Rushmore w Górach Czarnych w Dakocie Południowej. W tym samym roku jego marmurowe popiersie Paderewskiego zdobyło pierwszą nagrodę na Wystawie Światowej w Nowym Jorku.
Podczas prac na Mount Rushmore zgłosiło się doń kilku wodzów plemienia Dakotów z pytaniem, czy nie podjąłby się stworzenia pomnika honorującego Indian. Wódz Henry Standing Bear napisał doń: My, wodzowie, chcielibyśmy by biały człowiek wiedział, że czerwony człowiek też ma swoich bohaterów.
Ziółkowski przystąpił do planowania pomnika Szalonego Konia, na który Indianie przeznaczyli 200-metrową skałę w Górach Czarnych. Korczak wykupił górę i okoliczny teren od rządu USA w zamian za inną swoją posiadłość. Kiedy projekt był przygotowany, zaczęła się wojna. Ziółkowski wstąpił na ochotnika do armii amerykańskiej, został ranny w Normandii podczas lądowania na plaży Omaha i wrócił do USA.
W 1947 przeniósł się na stałe w Góry Czarne i rozpoczął tworzenie największej rzeźby świata (ukończona będzie miała 195 m długości i 172 m wysokości, w samej głowie wodza mogłyby się zmieścić wszystkie głowy prezydentów z Mount Rushmore). 3 czerwca 1948 dokonano pierwszej kontrolowanej eksplozji dynamitu.
W Święto Dziękczynienia 1950 Ziółkowski ożenił się z Ruth Ross (ur. 26 czerwca 1926 w Hartford, zm. 21 maja 2014 w Rapid City), entuzjastką sztuki, która od 1947 była jego asystentką. Prace przy pomniku przebiegały wolno, bowiem Ziółkowski odmówił przyjęcia dotacji państwowych w myśl indiańskiej zasady, że Góry Czarne nie są na sprzedaż. Pieniądze zbiera prywatna fundacja (Crazy Horse Memorial Fundation), a kasę zasilają wpływy z biletów wstępu i dary w milionach dolarów licznych mecenasów. Dzięki nim można było zakupić nowocześniejsze i wydajniejsze  maszyny. Jednocześnie trzeba pamiętać, że od kilkunastu lat pracuje kilkuosobowa stała ekipa, która dzięki zebranemu doświadczeniu przyśpiesza prace nad pomnikiem. Ośrodek Crazy Horse rok rocznie odwiedza ponad milion turystów.
Ziółkowski zmagał się z rzeźbą do 1982, kiedy to zmarł nagle na zawał serca w miejscu pracy. Do tego czasu zaznaczył kontury rzeźby przedstawiającej Crazy Horse dosiadającego konia i wskazującego na swój dom, oświadczając, że „moje ziemie są tam, gdzie leżą moi zmarli”. Został pochowany u stóp pomnika. Po jego śmierci prace kontynuowała wdowa i siedmioro spośród dziesięciorga dzieci. Ruth Ross po śmierci została pochowana wraz z mężem, a ich dzieci i wnuki kontynuują prace i działają w Crazy Horse Memorial Foundation.
Jego krewną jest pisarka Aleksandra Ziółkowska-Boehm.